# 古靈閣巫師銀行
古靈閣巫師銀行（英語：Gringotts Wizarding Bank，簡稱古靈閣）是奇幻小說《哈利波特》系列的虛構地點，位於倫敦斜角巷，為英國魔法世界內唯一的巫師銀行，主要由妖精經營。

## 小說描述

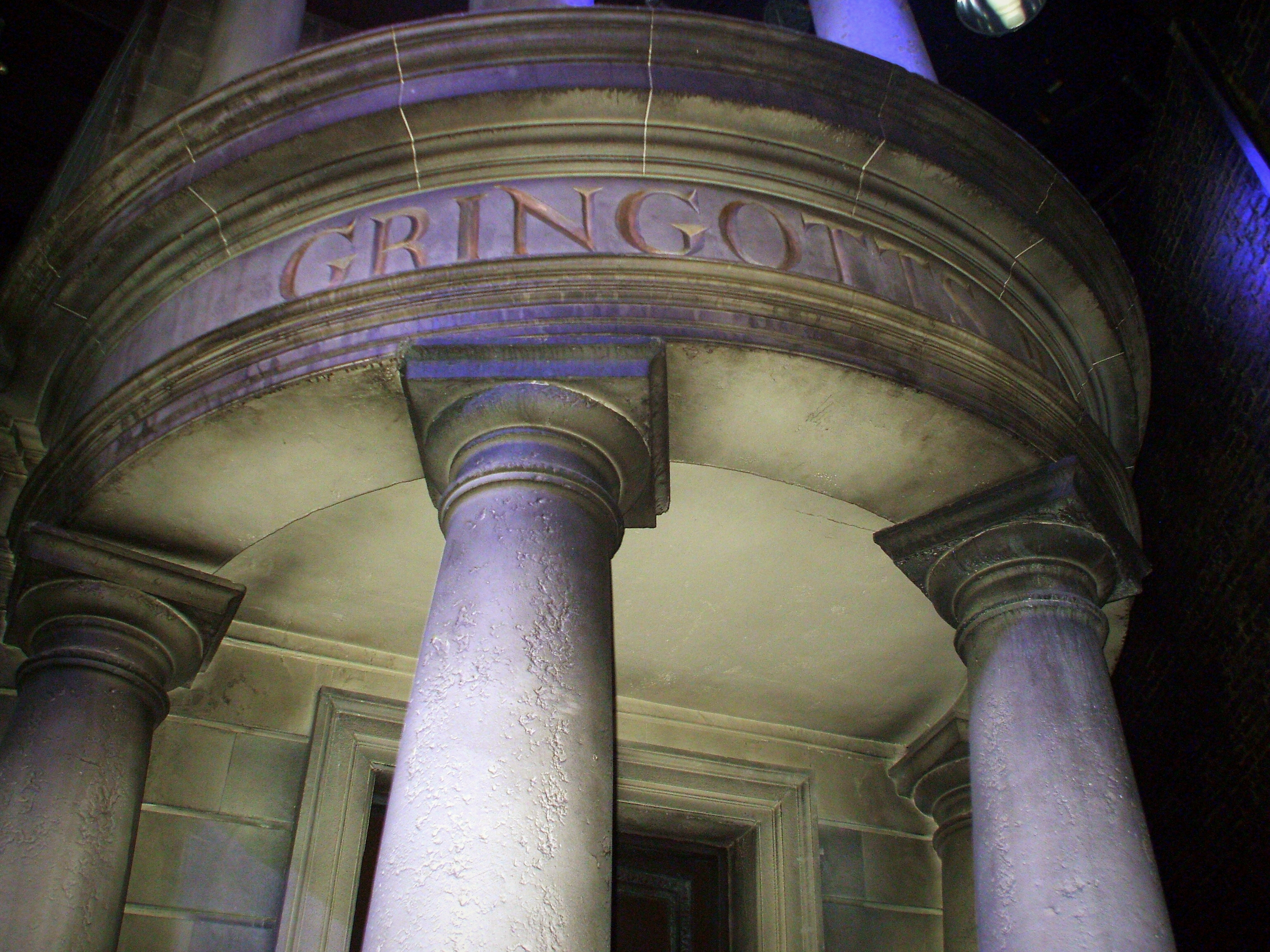
古靈閣入口處。

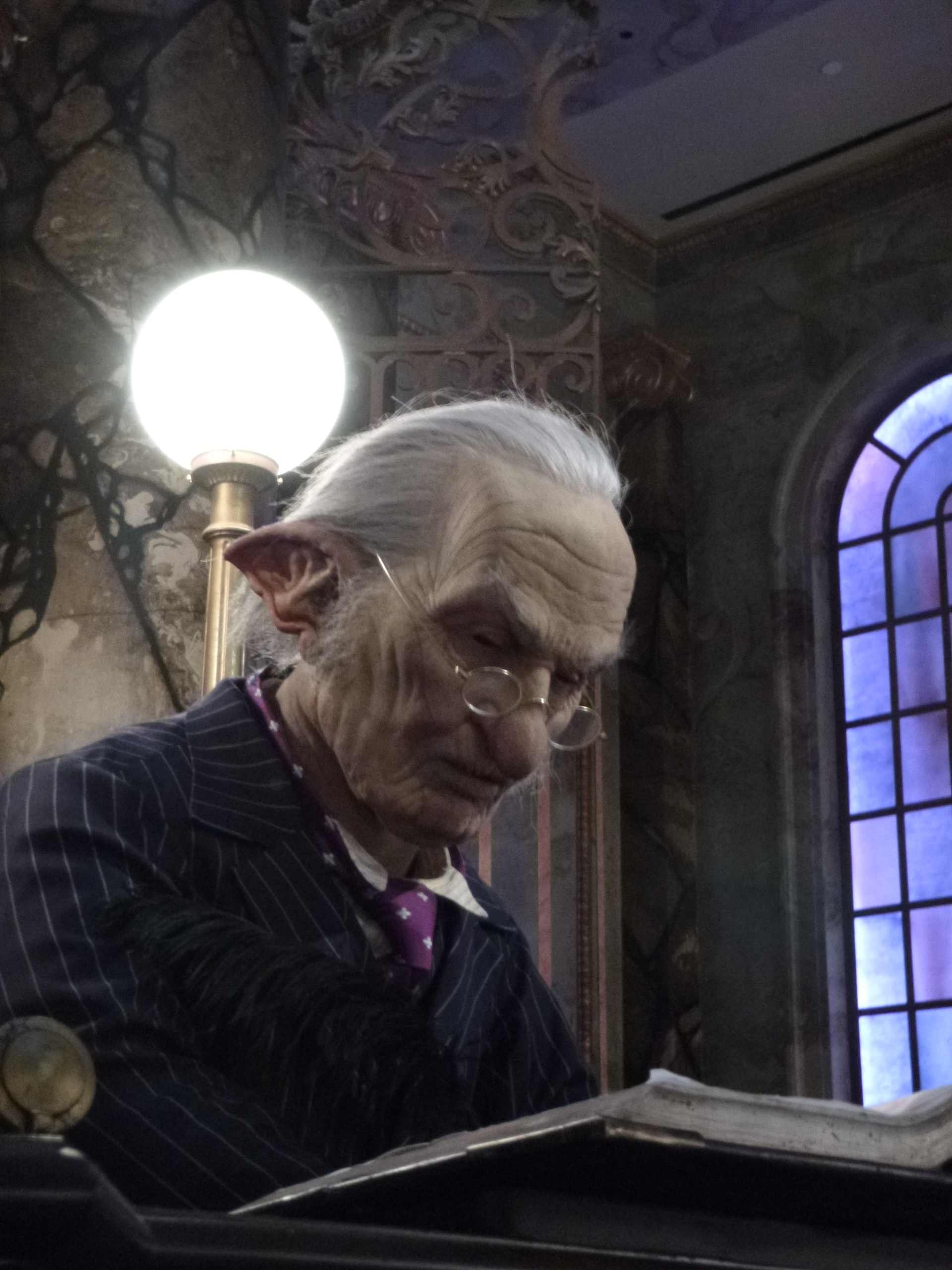
古靈閣內的妖精。

魯霸·海格曾說古靈閣是除了霍格華茲以外最安全的地方，只有瘋了才會想要去搶劫古靈閣。
古靈閣銀行位於斜角巷鬧區，外觀看上去為一棟高聳的白色建築物，其大廳需透過一組青銅門以及一扇銀色大門進入。主樓舖有大理石，並沿著它的長度一直延伸的櫃檯。大廳內有不少妖精在該處工作。
銀行內，巫師或女巫客戶於金庫裡存放的金錢及其他貴重物品將受到一個非常嚴密複雜及保安措施保護。金庫於倫敦的地下伸延至幾英里外，並可透過乘坐魔法導航的拉車沿著粗石通道高速滑行到達。重要的金庫由龍來把守。
古靈閣亦會提供兌換麻瓜錢幣的服務，妖精會設法讓得來的麻瓜錢幣持續流通。
除妖精外，古靈閣也會聘請巫師作為員工。如比爾·衛斯理就曾在古靈閣擔任解咒師，他的妻子花兒·戴樂古為提高自己的英語水準也曾在那裡工作過。

## 非法闖入
《哈利波特》系列小說裡，總共有兩次古靈閣巫師銀行被人非法闖入成功的紀錄。第一次是在中，奎若教授受到佛地魔的指示，闖入古靈閣的713號金庫，試圖偷走存放在那的魔法石，但鄧不利多已及時讓海格在當日取走魔法石，因此佛地魔的陰謀並未得逞。然而這個消息使魔法界為之震驚，因為搶劫古靈閣一直以來都被認為是近乎不可能的事。
第二次則是在中，哈利、榮恩和妙麗在妖精拉環協助下，潛入古靈閣中貝拉·雷斯壯的金庫，取走存放於該處的赫夫帕夫金杯（佛地魔分靈體之一），三人終騎著一條半瞎的龍成功逃出古靈閣。

## 電影
在電影版《哈利波特：神秘的魔法石》裡，古靈閣實際上是在倫敦市中心的澳洲高級專員公署取景拍攝的。而在電影《哈利波特：死神的聖物Ⅱ》中，古靈閣則是在華納兄弟利維斯登工作室搭建布景及拍攝的:158。

## 現實中的景點
在奧蘭多環球影城度假村內的哈利波特主題區內，設立了古靈閣巫師銀行的景點及遊樂設施「哈利波特與逃出古靈閣」。
在倫敦的哈利波特影城，從2019年4月起正式開放古靈閣巫師銀行的景區。

## 外部連結
- 古灵阁巫师银行 （页面存档备份，存于）在哈利波特中文維基上的條目